# Schulklasse

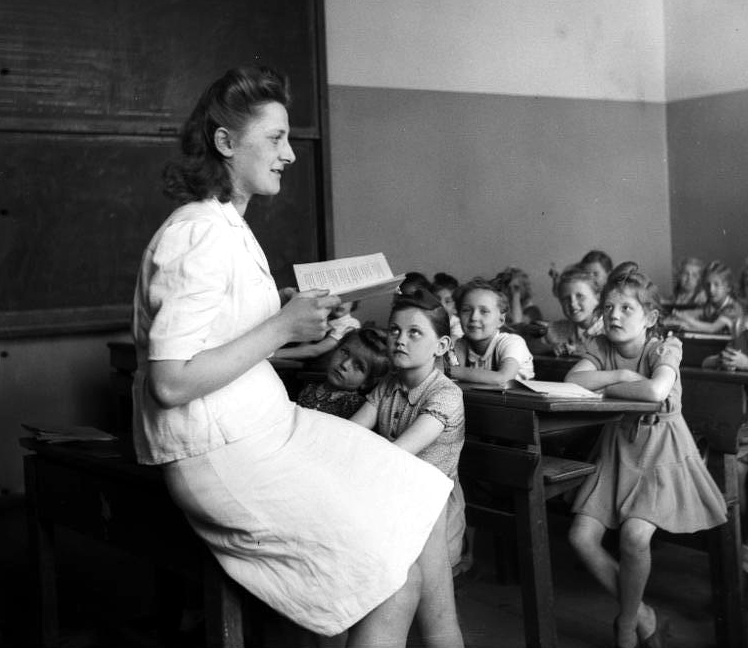
Lehrerin beim Schulunterricht in einer Mädchenklasse einer Volksschule 1947 in der sowjetischen Besatzungszone.

Eine Schulklasse (im Schulzusammenhang: Klasse) bezeichnet eine festgelegte Gruppe von Schülern, die gemeinsam den Unterricht in einer Schule besuchen, oder die Jahrgangsstufe (in Österreich: Schulstufe), in der sich die Schüler befinden. Ein Jahrgang an einer Schule wird meist in mehreren Parallelklassen geführt. Abweichend davon ist es in Zwergschulen in manchen Staaten, in Schulversuchen und in alternativen Schulsystemen möglich, in einer Klasse mehrere Jahrgangsstufen zu unterrichten.

## Struktur der Klasse
Eine Schulklasse hat einen Klassenlehrer (in Österreich: Klassenvorstand oder Klassenbetreuer (MS)), der als Ansprechpartner für Lehrer, Schüler und Eltern dient und bei Klassenfahrten als Betreuer mitfährt. In Ganztagsschulen haben die jüngeren Schulklassen Erzieher oder Horterzieher, die den Tagesablauf nach dem Unterricht betreuen.
Die Schüler der Schulen wählen einen Klassensprecher, der ihre Interessen gegenüber den Lehrern, der Schulleitung und in der Schülervertretung wahrnimmt.
Häufig bilden sich über die Jahre enge Kontakte, Freundschaften und Beziehungen unter den Schülern. Es werden noch Jahrzehnte nach dem gemeinsamen Schulabschluss Klassentreffen organisiert.
Der Klassenverband bezeichnet die soziale und pädagogische Einheit innerhalb einer Klasse und umfasst alle Schüler einer Klasse. Er ist die stabile Bezugsgruppe, in der sich Schüler kennenlernen, soziales Miteinander entwickeln, gemeinsam im Klassenunterricht unterrichtet werden und miteinander Lernerfahrungen sammeln. Im Gegensatz dazu gibt es in höheren Klassenstufen oft das Kurssystem, bei dem Schüler je nach Wahl unterschiedliche Kurse mit verschiedenen Mitschüler besuchen.

## Bildung von Klassen
Je nach Art der Schule schwankt die Anzahl der Schüler in der Schulklasse, da der Unterrichts- und Betreuungsaufwand zum Beispiel bei lernschwachen Schülern höher ist. Meist sind etwa 20 bis 30 Schüler in einer Schulklasse.

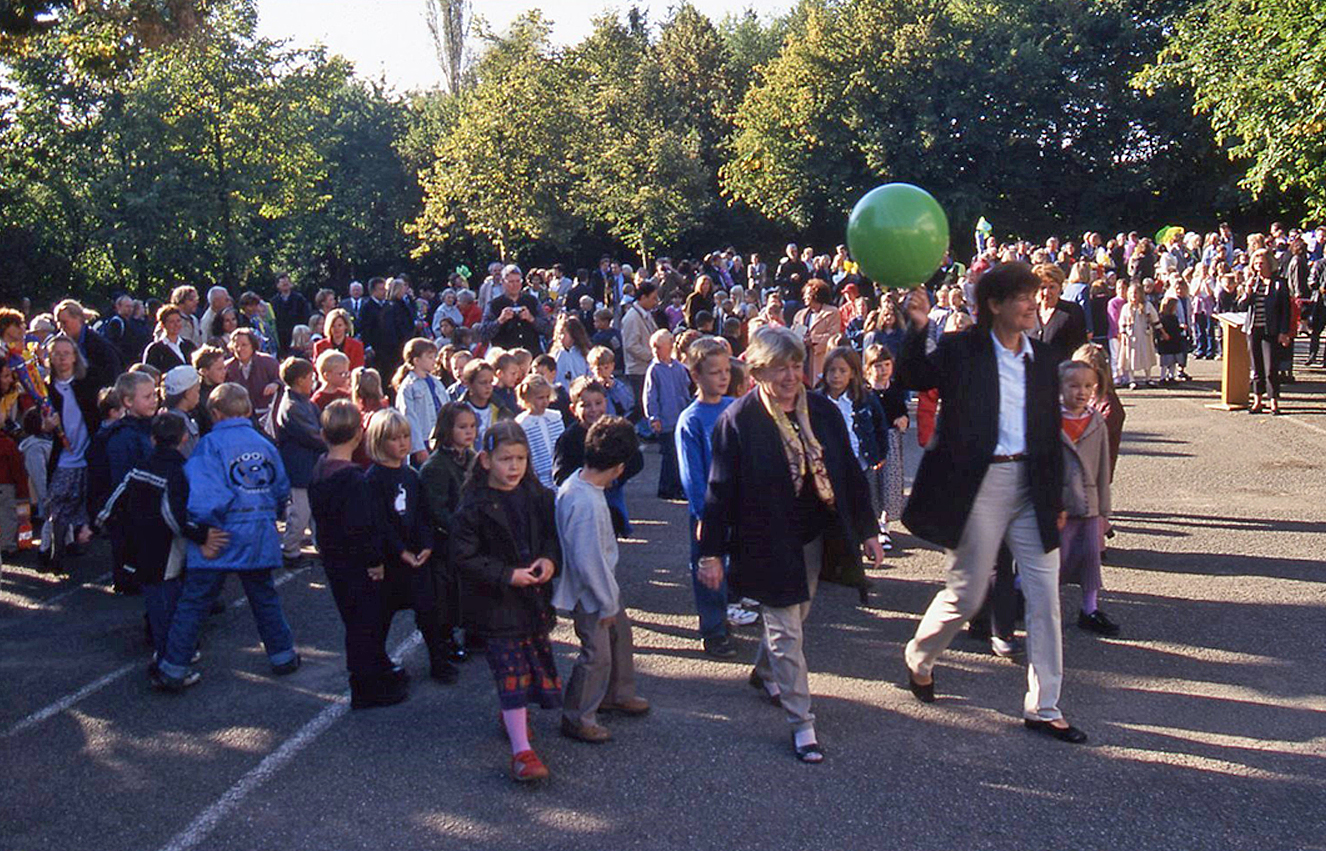
Bildung der Schulklasse am Tag der Einschulung am 17. September 2002 in der städtischen Volksschule an der Grandlstrasse in München. Man erkennt im Vordergrund die Klassenlehrerin mit dem grünen Ballon, die ihre Erstklässler anleitet, mit ihr ins Klassenzimmer zu gehen.

In Schulen mit besonderem pädagogischen Profil werden die Schulklassen nach bestimmten Schwerpunkten zusammengestellt (Mathematikklasse, Sportklasse etc.). Es gibt auch die Bildung von verschiedenen Schulzweigen: mathematisch/naturwissenschaftlich, wirtschaftlich, sprachlich, musisch.
Früher war die Trennung nach Geschlecht üblich. Es gab Knaben- und Mädchenklassen, beziehungsweise Knaben- und Mädchenschulen. Durch das Prinzip der Koedukation wurde die Trennung weitgehend abgeschafft.
In der Regel erfolgt die Zusammenstellung der Schüler nach Geburtsjahrgang in Jahrgangsklassen, das heißt, fast alle Schüler der Klasse gehören derselben Altersgruppe an. In Schulversuchen wird dieses Prinzip durchbrochen durch Bildung altersgemischter Klassen. In Nordrhein-Westfalen wird seit 2005 die altersgemischte Eingangsstufe (erste und zweite Klasse) angestrebt. Es gibt aber auch Modelle, die alle Jahrgänge der Grundschule (erste bis vierte Klasse) in einer Klasse zusammenfassen. Eine Klasse, in der Schüler unterschiedlicher Altersgruppen gemeinsam unterrichtet werden, heißt jahrgangsübergreifende Klasse.
Früher gab es in sehr kleinen Schulen (Zwergschulen, meist Dorfschulen) häufig nur eine Klasse, die sich aus unterschiedlichen Altersgruppen zusammensetzte, so genannte einklassige Schulen. Analog spricht man von zweiklassigen Schulen, wenn alle Jahrgänge einer Schule auf zwei Klassen aufgeteilt werden. Durch Zusammenlegung und Schließung von solchen Schulen wurde diese Form jahrzehntelang als „überholt“ bekämpft. Nachteil dieser Zusammenlegung waren vor allem längere (zeitaufwendige) Schulwege und die damit verbundenen Kosten für Schulbusse bzw. Schülerspezialverkehr, sowie die Trennung von Wohn- und Schulort der Kinder. Die Schulform Zwergschule ist in manchen Ländern aber noch heute möglich.